# Райтшток

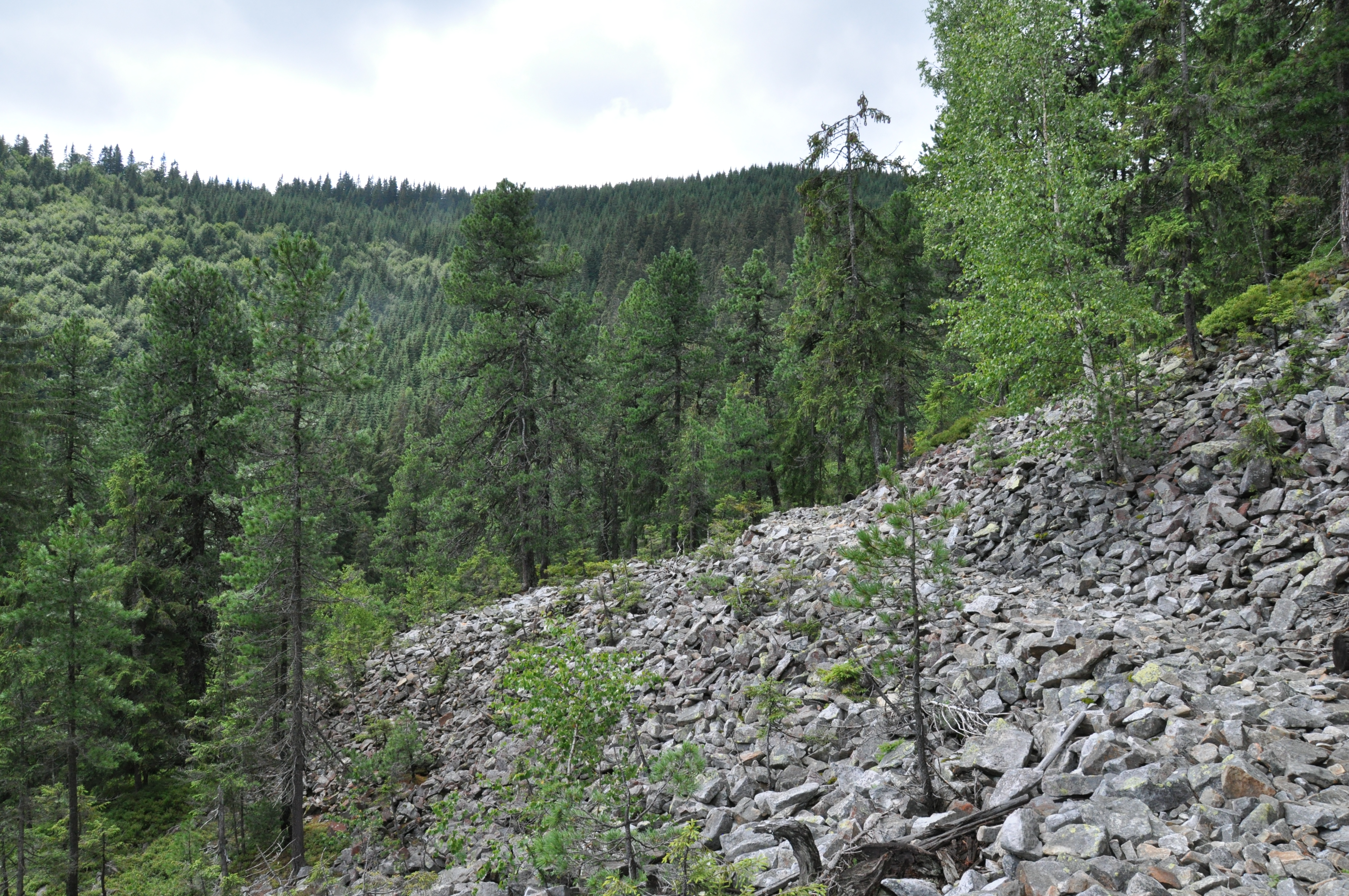
Райтшток, прокладений в цекотах

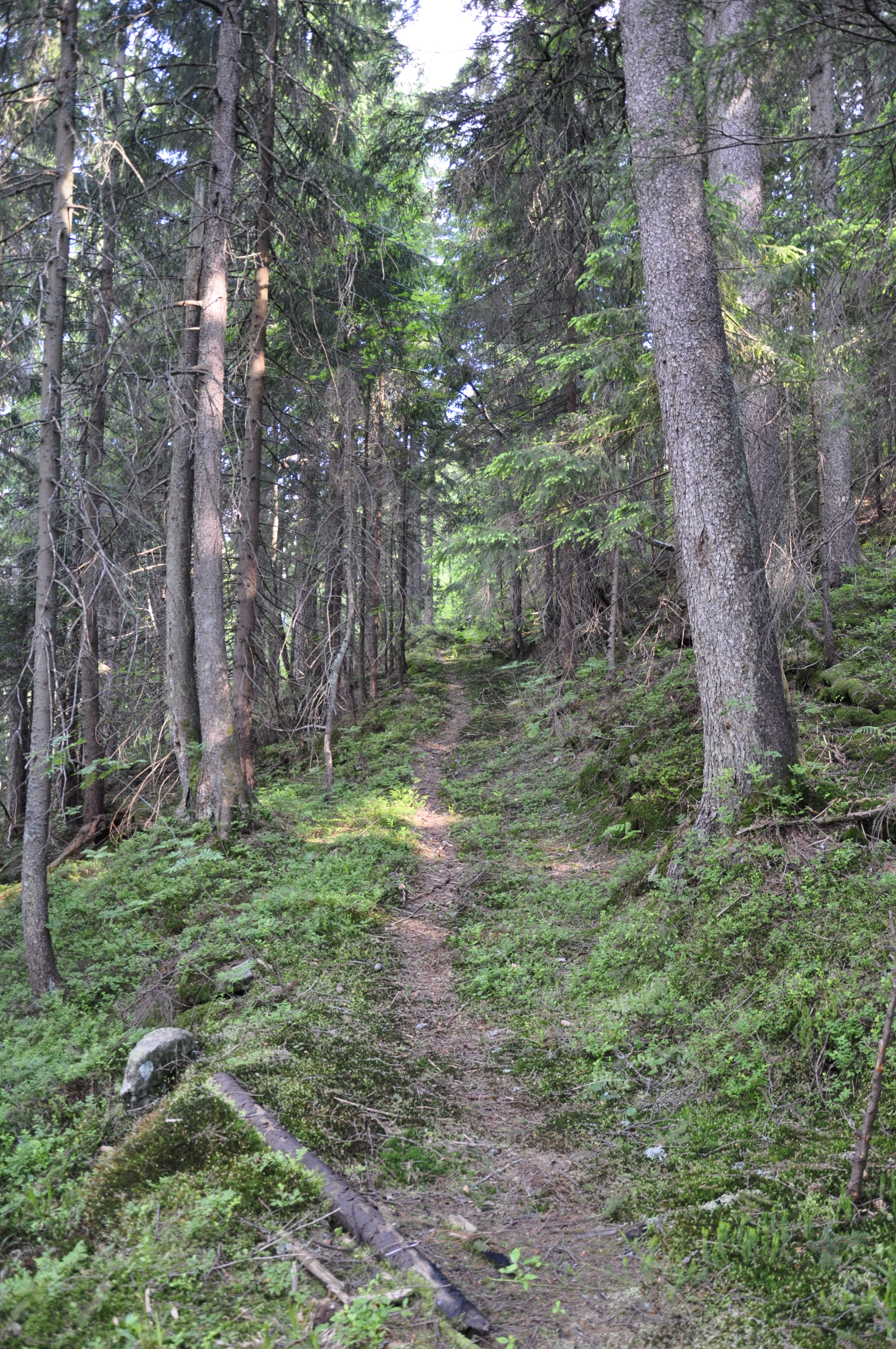
Нижній райтшток, який проходить північним схилом Аршиці

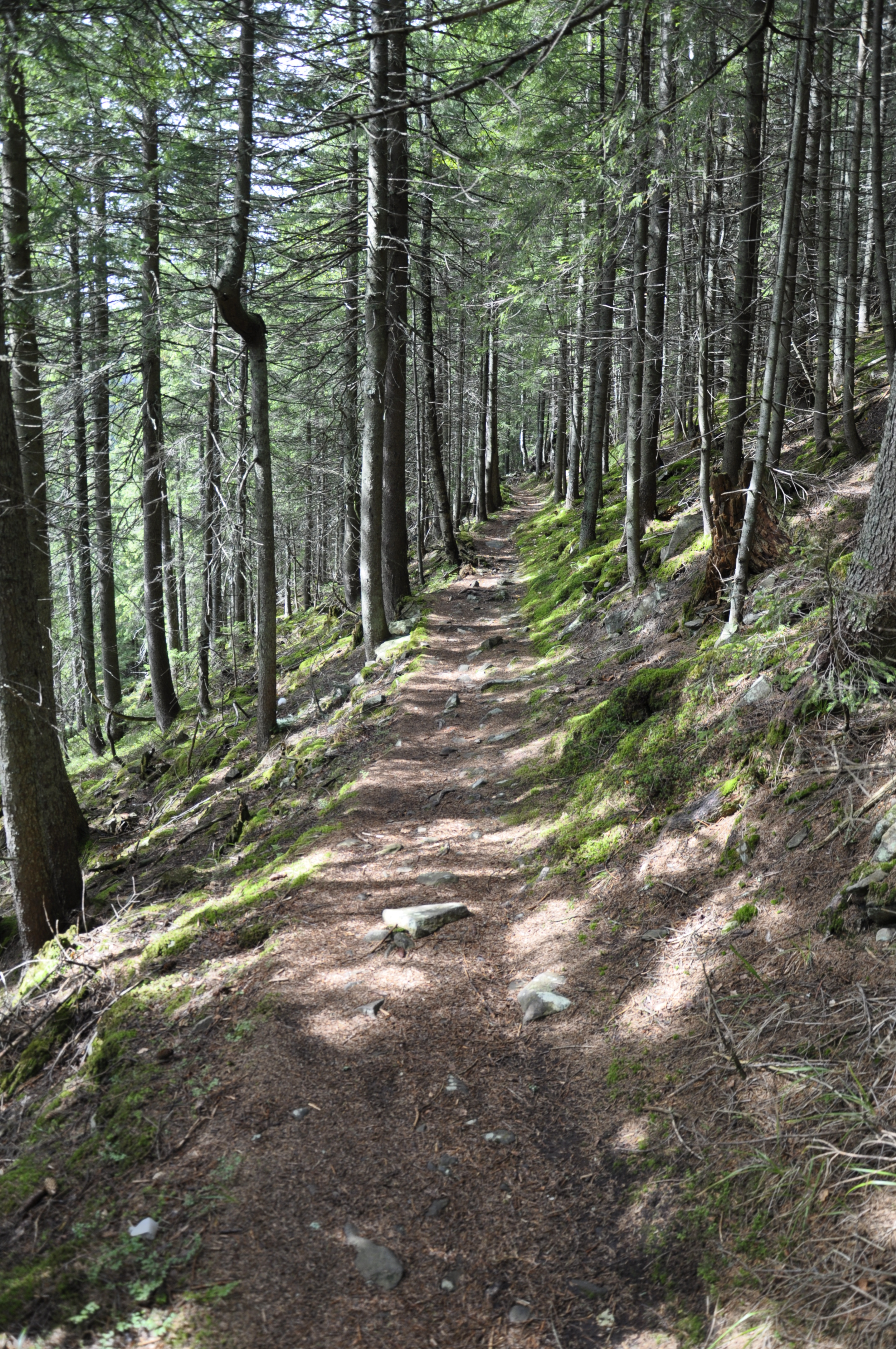
Райтшток на перевалі Боревка з боку с. Стара Гута

Ра́йтшток — гірська стежка, створена з метою полювання чи туризму. Згідно Ю. Сітницького, це — мисливська стежка, прокладена узбіччям гір та хребтів, в більшості випадків горизонтально або у вигляді серпантину, на висоті декілька сотень метрів нижче верхньої межі лісу.

## Походження назви
Є кілька версій походження назви:
1. Reitstock ― від нім. Reiter (вершник, мисливець) i Stock (гірський масив). Висота вершника на коні була критерієм для прочистки таких стежок від рослинності ― щоб перо на капелюсі останнього не зачіпалося за гілки[джерело?].
2. Reisestock ― від нім. Reise (подорож, мандрівка) і Stock (палка) ― в якості маркувальних вішок чи костура.

## Історія
Більшість стежок в Українських Карпатах було закладено за часів Австро-Угорщини, тобто наприкінці XIX ст. Деякі були створені за часів Польської народної республіки (1920—1939 рр.). Є поодинокі стежки, що створені за часів СРСР (наприклад, стежка з Осмолоди до мисливського будинку в ур. Фашори). За радянських часів в лісовій галузі існували розцінки на прокладання стежок.